# Titularerzbistum Phulli
Phulli (ital.: Fulli) ist ein Titularerzbistum der römisch-katholischen Kirche. 
Es geht zurück auf einen früheren Bischofssitz in der Stadt Staryj Krym, die sich in der Region Taurien auf der Halbinsel Krim befindet. 
| Titularerzbischöfe von Phulli |                                      |                                               |                   |                  |
| Nr.                           | Name                                 | Amt                                           | von               | bis              |
| 1                             | Francis Joseph Beckman               | Alterzbischof von Dubuque (USA)               | 11. November 1946 | 17. Oktober 1948 |
| 2                             | Gabriel M. Reyes                     | Koadjutorerzbischof von Manila (Philippinen)  | 25. August 1949   | 13. Oktober 1949 |
| 3                             | Pasquale Mores                       | Altbischof von Nusco (Italien)                | 31. Januar 1950   | 15. Mai 1960     |
| 4                             | Willem Pieter Adrian Maria Mutsaerts | Altbischof von ’s-Hertogenbosch (Niederlande) | 27. Juni 1960     | 16. August 1964  |